# Palace Beach Hôtel

Palace Beach Hotel  est un téléfilm français réalisé par Philippe Venault et diffusé pour la première fois le 14 novembre 2014 sur Arte.

## Synopsis
Depuis 2009, les armées françaises envoient pendant quelques jours leurs troupes rentrant d'opérations en sas de décompression psychologique dans divers club-hôtels de Chypre. Le régiment qui arrive ce jour-là d'Afghanistan est attendu de pied ferme par le colonel Letellier, envoyé spécialement de Paris pour enquêter sur un événement particulièrement traumatisant vécu par certains soldats : l'égorgement sous leurs yeux de Bertillon, un de leurs camarades, par un fanatique taliban.
Pour ses investigations, il s'appuie sur le capitaine Laurence Di Vanno, médecin du régiment et spécialiste du stress post-traumatique. Si les soldats interrogés par Letellier dédouanent leurs supérieurs et semblent s'être bien remis de la mort de leur camarade, trois d'entre eux, les caporaux Fischer, Novacek et Elsa Beaudouin ont un comportement de plus en plus étrange qui fait dire à Letellier et Di Vanno que tout ne s'est peut-être pas déroulé comme rapporté. 
Un matin, on découvre le corps sans vie de Novacek dans la piscine de l'hôtel. Son autopsie va révéler une surprise de taille.

## Fiche technique
- Scénario : Philippe Venault et Jacques Forgeas
- Pays :  France
- Production : Jennifer Chabaudie
- Durée : 90 minutes

## Distribution
- Thierry Godard : colonel Letellier
- Raphaëlle Agogué : médecin-capitaine Laurence Di Vanno
- Margot Bancilhon : sergent Elsa Beaudouin
- Thomas Coumans : caporal Franck Fischer
- François-David Cardonnel : caporal Mario Novacek
- Lionel Bourguet : Jim le Belge
- Sophie Dewulf : maréchale des logis chef Barbara Melick
- Patrick Brüll : chef de bataillon Alphan
- Bertrand Constant : lieutenant Fayer
- Mouna Bouchouk : docteure Arvanitis, médecin-légiste chypriote
- Mélanie Dermont : Jeanne Di Vanno